# Herman Deinum
Herman Deinum (Kampen, 8 november 1946) is een Nederlands basgitarist. Hij is vooral bekend geworden als lid van Sweet d'Buster.
Deinum leerde als tienjarige pianospelen en speelde vervolgens gitaar in The Rocking Specials, een bandje uit Kampen, orgel bij Gigs en sologitaar bij The Mozarts. In 1967 volgde hij Jaap van Eik op als basgitarist bij de Zwolse band Blues Dimension, waarin hij een ritmetandem vormde met een jeugdvriend, drummer Hans la Faille.
Het duo stapte in 1969 over naar Cuby and the Blizzards, speelde in 1974 in de groep Cyril rond Cyril Havermans en vormde vanaf 1976 de ritmesectie van Sweet d'Buster. Na het uiteenvallen van deze groep speelde Deinum van 1982 tot 1984 bij de Harry Muskee Gang. Daarna volgde een lange pauze. In 1991 richtte hij de Herman Deinum Bluesband op en sinds 1996 speelde hij met La Faille weer bij Cuby and the Blizzards. Na een conflict in 2010 rond pr-man Henk Aa verliet Deinum de band. Sinds 2019 speelt Deinum in Still Believe.
Deinums eerste basgitaar was een Dynacord die hij had geleend. Daarna heeft hij vrijwel altijd op een Fender Precision Bass gespeeld.
Sinds 2010 speelt Deinum op een speciaal door Otentic voor hem gemaakte basgitaar, de Otentic Herman Deinum signature.
Deinum is sinds 1996 gehuwd met de onderwijzeres Hennie de Graaf en woont met haar in Nijverdal.